# Niedererlinsbach

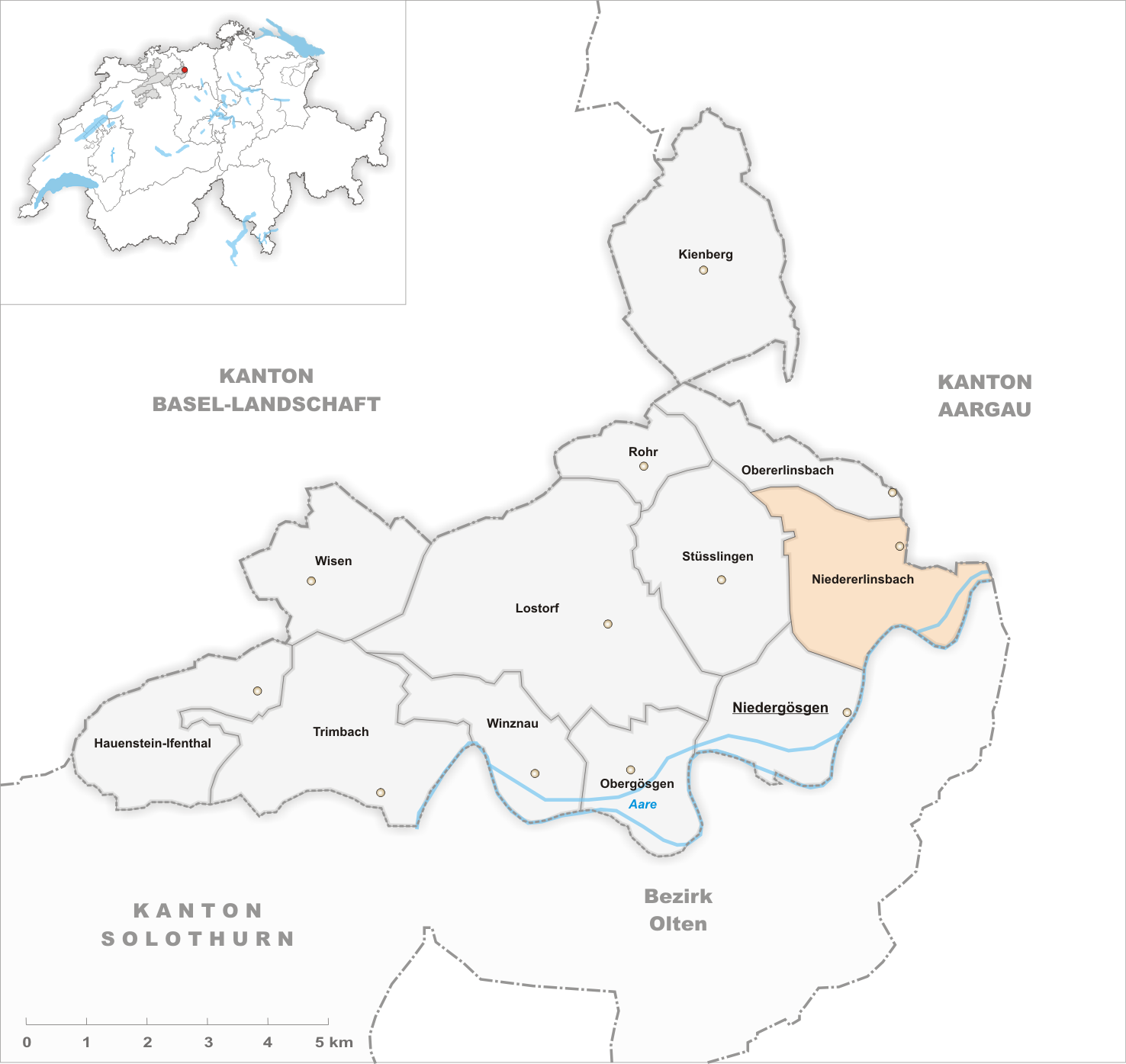
Gemeindestand vor der Fusion am 1. Januar 2006

Niedererlinsbach war bis zum 31. Dezember 2005 eine politische Gemeinde im Bezirk Gösgen des Kantons Solothurn in der Schweiz.
Mit Wirkung auf den 1. Januar 2006 hat Niedererlinsbach mit Obererlinsbach zur neuen Gemeinde Erlinsbach (SO) fusioniert.

## Geographie
Niedererlinsbach liegt auf 403 m ü. M., drei Kilometer westlich der Stadt Aarau (Luftlinie). Das Dorf erstreckt sich in einer breiten Mulde zwischen dem Sagibach und dem Erzbach, am nördlichen Rand der Aareniederung, am Jurasüdfuss, im äussersten Osten des Kantons Solothurn.
Die Fläche des 5,9 km² grossen früheren Gemeindegebiets umfasste einen Abschnitt des Solothurner Niederamtes. Die südliche Grenze verläuft entlang der Aare, die hier in einer rund 1,5 km breiten Talniederung fliesst. Bei Niedererlinsbach wird ein Grossteil des Wassers in einen Kanal abgeleitet und durch ein Wasserkraftwerk genutzt. Die zwischen dem ursprünglichen Aarelauf und dem heutigen Kanal entstandene Insel Grien gehört ebenfalls zum ehemaligen Gemeindegebiet. Von der Aare erstreckte sich Niedererlinsbach nach Norden über die Aumatt (Talaue) und die Geländeterrasse der Breiti in die Mulde des Erzbaches. Dieser linke Zufluss der Aare bildet die östliche Grenze.
Die Mulde des Erzbachs ist gegen Westen durch eine Waldhöhe in der Vorbergzone des Juras abgeschlossen, die ihrerseits durch mehrere sich gegen Niedererlinsbach öffnende Tälchen untergliedert ist. Die höchsten Erhebungen dieser Waldhöhe sind das Herrenholz (529 m ü. M.) und der Boden (503 m ü. M.). Nach Nordwesten reichte der Gemeindebann über den zunächst sanft geneigten und nach Süden exponierten Hang des Gugenfeldes bis auf den Gugen (mit 805 m ü. M. der höchste Punkt von Niedererlinsbach), der zur ersten Jurakette des östlichen Faltenjuras zählt. Von der ehemaligen Gemeindefläche entfielen 1997 15 % auf Siedlungen, 39 % auf Wald und Gehölze, 42 % auf Landwirtschaft, und etwas mehr als 4 % war unproduktives Land.
Zu Niedererlinsbach gehören einige Einzelhöfe. Nachbargemeinden von Niedererlinsbach waren Eppenberg-Wöschnau, Schönenwerd, Niedergösgen, Stüsslingen und Obererlinsbach im Kanton Solothurn sowie Erlinsbach (AG) und Aarau im Kanton Aargau.

## Bevölkerung
Mit 2222 Einwohnern (Ende 2004) gehörte Niedererlinsbach zu den mittelgrossen Gemeinden des Kantons Solothurn. Von den Bewohnern sind 90,6 % deutschsprachig, 2,3 % italienischsprachig und 1,9 % sprechen Albanisch (Stand 2000). Die Bevölkerungszahl von Niedererlinsbach belief sich 1850 auf 766 Einwohner, 1900 auf 1085 Einwohner. Im Verlauf des 20. Jahrhunderts stieg die Bevölkerungszahl langsam aber kontinuierlich weiter an. Seit 1990 (1995 Einwohner) wurde eine verstärkte Bevölkerungszunahme beobachtet. Das Siedlungsgebiet von Niedererlinsbach ist heute lückenlos mit denjenigen von Obererlinsbach und Erlinsbach (AG) zusammengewachsen.

## Wirtschaft
Niedererlinsbach war bis weit in das 20. Jahrhundert hinein ein vorwiegend durch die Landwirtschaft geprägtes Dorf. Früher war der Weinbau verbreitet, nach dem Befall der Weinstöcke durch die Reblaus wurde er jedoch aufgegeben. Mittlerweile gibt es wieder einige kleine Rebberge. Heute haben der Ackerbau, der Obstbau und die Viehzucht nur noch einen geringen Stellenwert in der Erwerbsstruktur der Bevölkerung.
Zahlreiche weitere Arbeitsplätze sind im lokalen Kleingewerbe und im Dienstleistungssektor vorhanden. Am südlichen Dorfrand hat sich eine Gewerbe- und Industriezone entwickelt. In Niedererlinsbach sind heute unter anderen Betriebe des Baugewerbes, des Werkzeugmaschinenbaus, mechanische Werkstätten, graphische Ateliers und eine Druckerei vertreten. Im Aaretal wird Kies abgebaut; Steinbrüche befinden sich am Osthang des Gugen. In den letzten Jahrzehnten hat sich das Dorf zu einer Wohngemeinde entwickelt. Viele Erwerbstätige sind deshalb Wegpendler, die hauptsächlich in der Region Aarau arbeiten.

## Verkehr
Niedererlinsbach ist verkehrstechnisch recht gut erschlossen. Es liegt an der Verbindungsstrasse von Olten entlang dem nördlichen Aareufer nach Aarau. In Niedererlinsbach zweigt die Strasse über die Salhöhe nach Frick respektive Sissach ab. Durch die Buslinie des BOGG (Busbetrieb Olten Gösgen Gäu), welche die Strecke von Olten nach Niedererlinsbach bedient, und die Linie Aarau-Barmelweid des Busbetriebs Aarau ist das Dorf an das Netz des öffentlichen Verkehrs angebunden.

## Geschichte

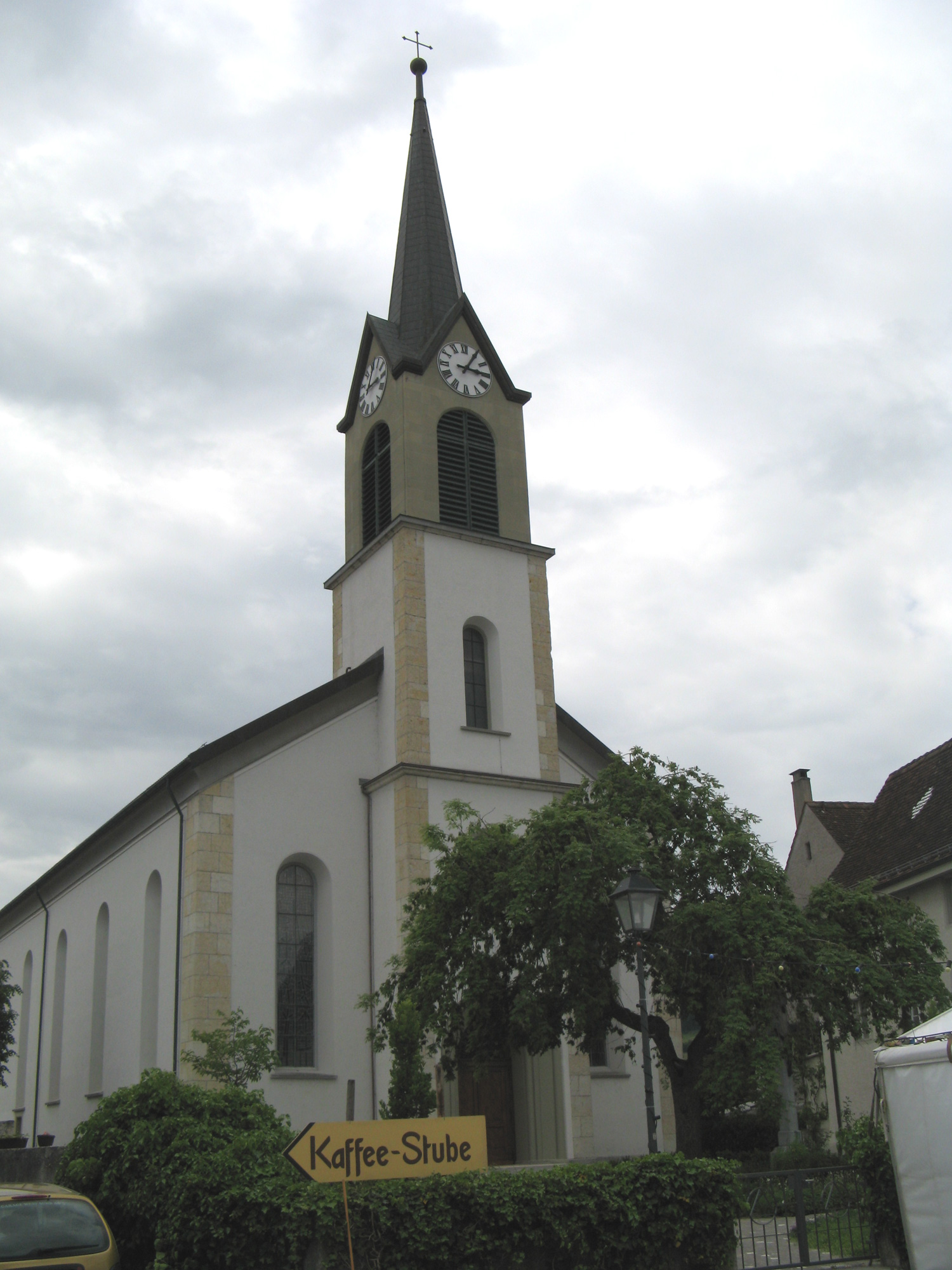
Katholische Kirche

Das Erzbachtal und das frühere Gemeindegebiet von Niedererlinsbach waren bereits während der Bronzezeit und der Römerzeit besiedelt, was durch verschiedene Streufunde nachgewiesen werden konnte.
Die erste urkundliche Erwähnung des Ortes erfolgte 1173 unter dem Namen Arnlesbah. Später erschienen die Bezeichnungen Erndespah (1217), Arnesbah (1223) und Erlispach (1269). Diese Namen sind nicht eindeutig einem der drei Erlinsbach (Erlinsbach (AG), Niedererlinsbach, Obererlinsbach) zuzuordnen. Eine erstmalige Differenzierung ist schriftlich von 1276 mit Nidern Ernlispach überliefert. Der Ortsname geht auf einen Gewässernamen zurück und bedeutet Bach des Arnold.
Schon seit dem Mittelalter bildete der Erzbach die östliche Grenze des von den Grafen von Frohburg verwalteten Buchsgaus. Das Kloster Einsiedeln besass den Kirchensatz und einen Dinghof in Niedererlinsbach, der 1349 an das Kloster Königsfelden verkauft wurde. Die Gerichtsbarkeit über das Dorf gelangte 1417 an Aarau, danach an die Johanniter von Biberstein und schliesslich an die Falkensteiner, Besitzer der Herrschaft Gösgen. Wegen finanzieller Schwierigkeiten musste Thomas von Falkenstein die Herrschaft 1458 an Solothurn verkaufen. Niedererlinsbach gehörte fortan zur Vogtei Gösgen und wurde darin Gerichtsort.
Während der Reformation entwickelte sich der durch das Dorf verlaufende Erzbach zur Konfessionsgrenze. Im damals zu Bern gehörenden Erlinsbach (AG) wurde die Reformation eingeführt. Demgegenüber blieben Nieder- und Obererlinsbach beim katholischen Glauben. Da Bern im Zuge der Reformation das Kloster Königsfelden aufgehoben hatte, fiel ihm der Kirchensatz auch in Nieder- und Obererlinsbach zu. Die einzige Kirche der Talschaft befand sich im solothurnischen Niedererlinsbach, über welche nun Bern das Sagen hatte. Es kam in der Folge zu zahlreichen Streitigkeiten über die Benützung der Kirche, bis 1565 eine neue reformierte Kirche in Erlinsbach (AG) gebaut wurde. Solothurn erwarb 1571 den Kirchensatz für Nieder- und Obererlinsbach und führte den katholischen Gottesdienst wieder ein.
Nach dem Zusammenbruch des Ancien Régime (1798) gehörte Niedererlinsbach während der Helvetik zum Verwaltungsbezirk Solothurn und ab 1803 zum Bezirk Gösgen. Seit den 1980er Jahren arbeiteten die drei Gemeinden Niedererlinsbach, Obererlinsbach und Erlinsbach (AG) bezüglich Infrastruktur, Bildungswesen, Sozial- und Gesellschaftspolitik eng zusammen.
Dabei kam auch die Idee einer Fusion der solothurnischen Gemeinden Niedererlinsbach und Obererlinsbach auf, und ein Fusionsprojekt wurde vorbereitet. Dieses wurde am 24. April 2005 von den Stimmberechtigten beider Ortschaften gutgeheissen. In einer weiteren Abstimmung am 27. September 2005 sprachen sich die Bürger an der Gemeindeversammlung für den neuen Namen Erlinsbach (SO) aus (zur Debatte stand auch die Beibehaltung des Namens der einwohnerstärkeren Gemeinde Niedererlinsbach). Mit Wirkung auf den 1. Januar 2006 wurde die Fusion rechtskräftig.

## Sehenswürdigkeiten
Die ursprünglich aus dem Mittelalter stammende Kirche Sankt Nikolaus wurde 1869 durch einen Neubau in neugotischen Formen ersetzt. Im alten Ortskern sind noch einige charakteristische Bauernhäuser aus dem 18. und 19. Jahrhundert erhalten.

## Wappen
Geteilt von Rot und Weiss, belegt mit schrägrechtem Wellenbalken in gewechselten Farben.